# Свит (город)
Свит (словац. Svit) — город в центральной Словакии, расположенный у подножья Высоких Татр на реке Попрад. Население — около 7,6 тыс. человек.

## История
В 1934 фирма злинская обувная фирма «Батя» купила у деревни Велька участки для строительства завода. В 1936 году завод начал работу. В 1937 году поселение при заводе получило название «Свит» — сокращение от словац. S-lovenské VI-zkózové T-ovárne (рус. Словацкие Вискозные Заводы). В 1946 году Свит стал городом.

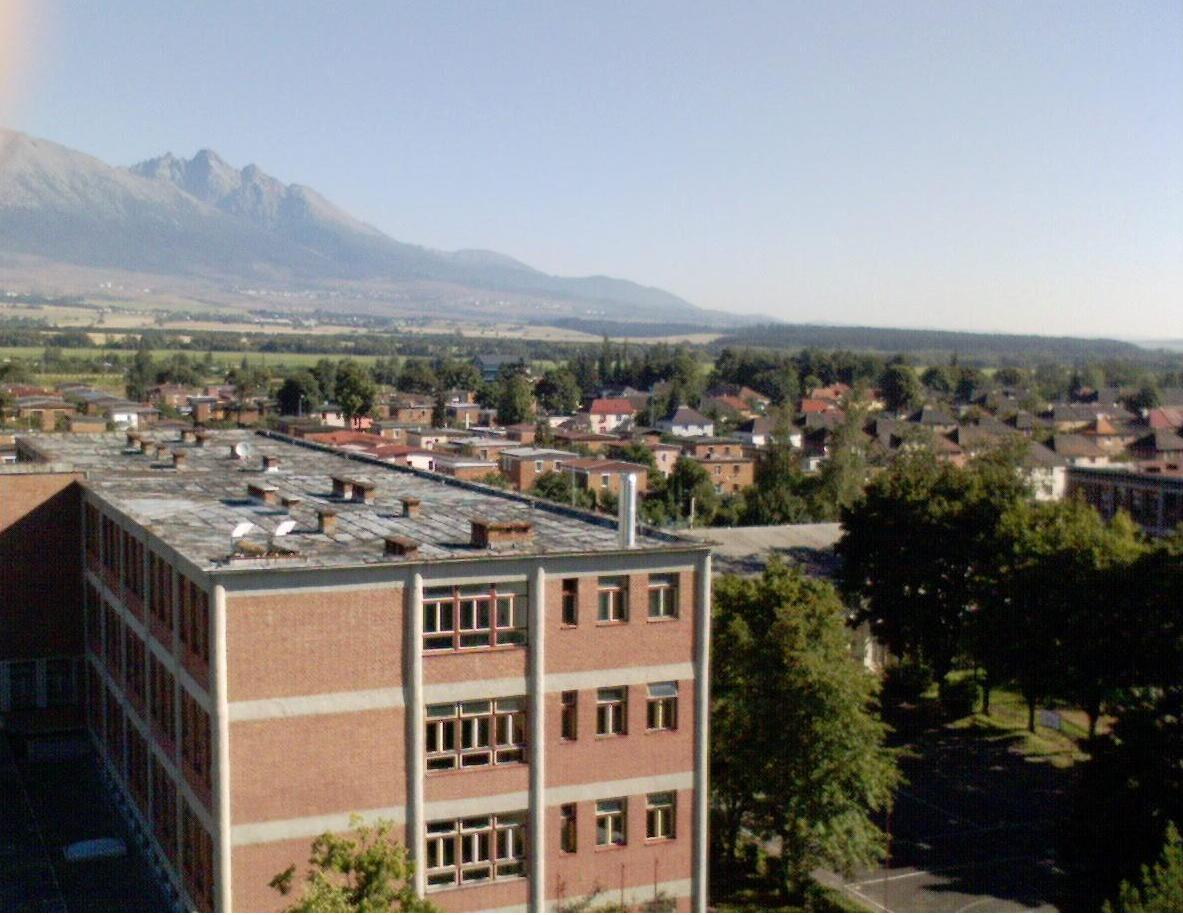
Свит

## Население
| Год:                | 1994 | 2004    | 2014    | 2024    |
| ------------------- | ---- | ------- | ------- | ------- |
| Количество человек: | 7563 | 7460    | 7739    | 7717    |
| Разница:            |      | −1,36 % | +3,73 % | −0,28 % |